# Stefano Accorsi
Stefano Accorsi (n. 2 martie 1971, Bologna, Italia) este un actor italian, de două ori câștigător al David di Donatello pentru cel mai bun actor principal (1999, 2017).